# Osmia marginata
Osmia marginata är en biart som beskrevs av Michener 1936. Osmia marginata ingår i släktet murarbin, och familjen buksamlarbin. Inga underarter finns listade i Catalogue of Life.